# Фишер (каталог марок)
«Фи́шер», или катало́г почтовых марок Польши (пол. Katalog Polskich Znaków Pocztowych), — основанное в 1995 году ежегодное печатное издание в форме каталога почтовых марок, эмитированных в Польше или имеющих отношение к ней. В 2016 году было опубликовано 21-е издание каталога.
Цель каталога — описание почтовых марок, изданных почтовыми администрациями на территории Польши, а также оценка их стоимости на филателистическом рынке.

## Издатель
Каталог издаётся в Польше фирмой Анджея Фишера, которая располагается в Бытоме по адресу:
Firma Handlowo-Usługowa Andrzej Fischer, Rynek 11, 41-902 Bytom.
Редакторами и издателями каталога являются:
- Анджей Фишер (Andrzej Fischer),
- Станислав Стыла (Stanisław Styła; до 4-издания каталога 1999 года),
- Ежи Валёха (Jerzy Walocha; с 4-издания каталога 1999 года) и др.

## Описание
Каталог выходит ежегодно в двух томах (том I и том II). Иллюстрации всех почтовых марок приведены в полном цвете. Стоимость отдельных марок указывается в польской валюте. Во введении есть разделы на польском, немецком и английском языках.

## Содержание
Каталог охватывает все аспекты польской филателии и достаточно полно освещает следующие категории:
- Почтовые марки Польши
- Выпуски городской почты
- Австрийская оккупация
- Германская оккупация
- Военная почта
- Марки, выпущенные в изгнании
- Пропагандистские марки
- Послевоенные надпечатки
- Почта военнопленных
- Почта перемещённых лиц
- Цельные вещи
- Плебисцитные выпуски
- Порт Гданьск
- Спекулятивные выпуски
- Благотворительные марки

## Экспертиза
В каталоге указан ряд экспертов, которые осуществляют филателистическую экспертизу и могут устанавливать подлинность редких польских марок. Эти эксперты перечислены в разделе «Lista ekspertów Polskiego Związku Filatelistów i ekspertów mięszynarodowych».

## Конкуренты каталога
До конца 1980-х годов соперником «Фишера» был «Katalog Popularni Znaków Pocztowych Ziem Polskich» (или просто «Katalog Popularni»), издававшийся агентством Krajowa Agencja Wydawnicza в Варшаве. Потом он разросся и стал специализированным четырёхтомником. В связи с этим он на какое-то время избавился от слова «Popularni» и выходил просто под именем «Katalog». В настоящее время это «Katalog Specjalizowany Znaków Pocztowych Ziem Polskich». Его издателем является Krajowa Agencja Wydawnicza RSW «Prasa-Książka-Ruch» («Рух») в Варшаве. Третий конкурирующий с «Фишером» каталог — государственный «Oficjalny Katalog Znaczków Pocztowych», издающийся национальной почтовой службой Poczta Polska. Выпускаются и другие каталоги польских марок.